# Artur (film)
Artur (ang. Arthur) – amerykańska komedia romantyczna z 1981 roku, pierwowzór dla filmu Arthur z 2011 roku.

## Opis fabuły
Arthur Bach jest nowojorskim milionerem; prowadzi bardzo beztroskie życie (dużo alkoholu, zabawy). Zmienia się to, kiedy dowiaduje się, że otrzyma majątek, gdy ożeni się z Susan, córką miliardera. Arthur jej nie kocha, ale postanawia zrobić to, czego oczekuje od niego rodzina. Pewnego dnia w sklepie z odzieżą poznaje biedną dziewczynę, Lindę, która opiekuje się chorym ojcem. Arthur zakochuje się w niej. Ale pojawia się ten trzeci – stary kamerdyner, którego rola w tej historii jest kluczowa.

## Główne role
- Dudley Moore – Arthur Bach
- Liza Minnelli – Linda Marolla
- John Gielgud – Hobson
- Geraldine Fitzgerald – Martha Bach
- Jill Eikenberry – Susan Johnson
- Stephen Elliott – Burt Johnson
- Ted Ross – Bitterman
- Barney Martin – Ralph Marolla
- Thomas Barbour – Stanford Bach

## Nagrody i nominacje
Oscary za rok 1981
- Najlepsza piosenka – Arthur's Theme (Best that You Can Do) – muz. Burt Bacharach, Christopher Cross, Carole Bayer Sager; sł. Christopher Cross, Peter Allen (wygrana)
- Najlepszy aktor drugoplanowy – John Gielgud (wygrana)
- Najlepszy scenariusz oryginalny – Steve Gordon (nominacja)
- Najlepszy aktor – Dudley Moore (nominacja)

Złote Globy 1981
- Najlepsza komedia/musical – Robert Greenhut (wygrana)
- Najlepszy aktor w komedii/musicalu – Dudley Moore (wygrana)
- Najlepszy aktor drugoplanowy – John Gielgud (wygrana)
- Najlepsza piosenka – Arthur's Theme (Best that You Can Do) – muz. Burt Bacharach, Christopher Cross, Carole Bayer Sager; sł. Christopher Cross, Peter Allen (wygrana)
- Najlepsza aktorka w komedii/musicalu – Liza Minnelli (nominacja)

Nagrody BAFTA 1981
- Nagroda im. Anthony'ego Asquitha za muzykę – Burt Bacharach (nominacja)
- Najlepszy aktor drugoplanowy – John Gielgud (nominacja)